# Burton Overy
 (octobre 2023).
Burton Overy est une paroisse civile et un village du Leicestershire, en Angleterre.